# Hans-Helmut Klose

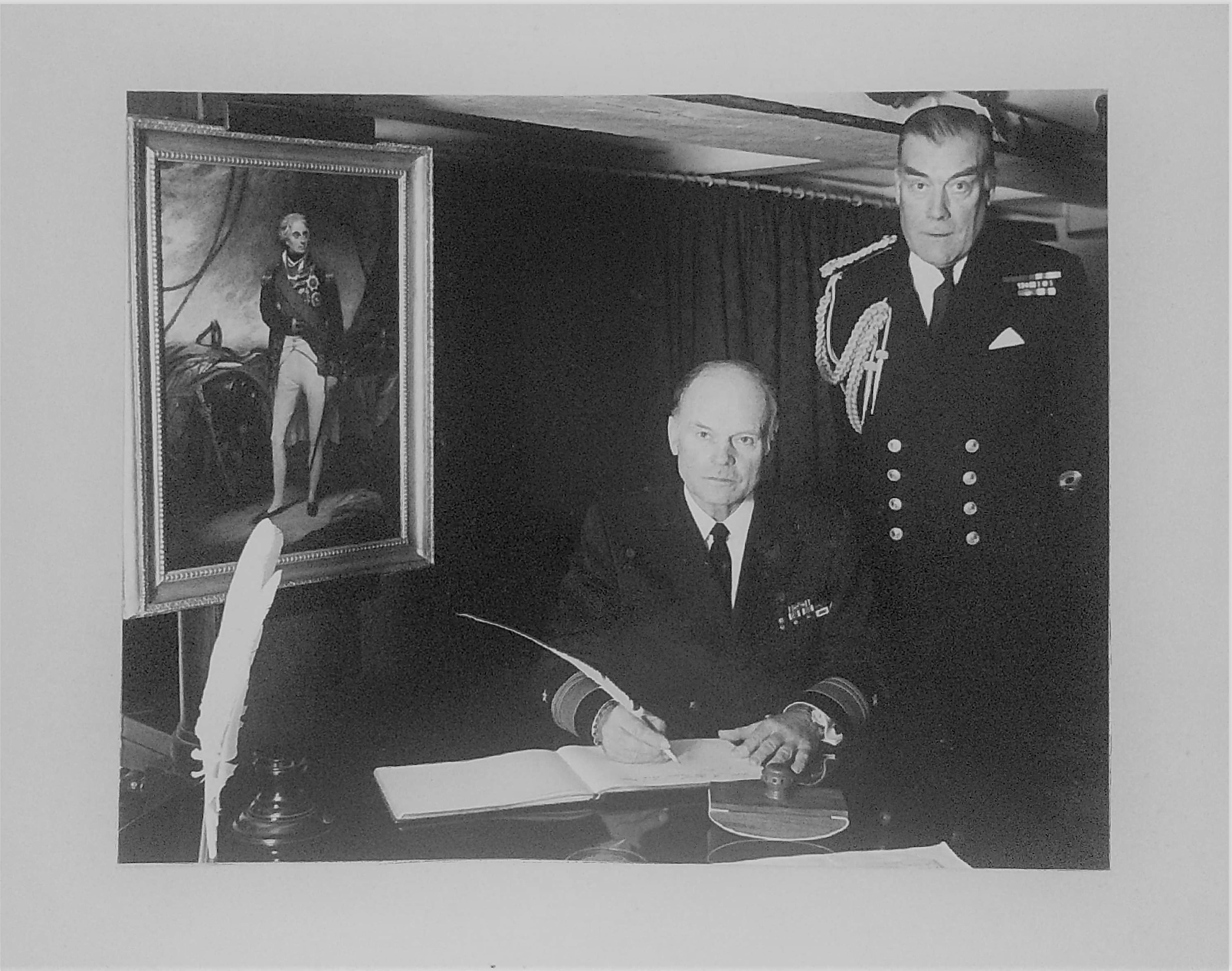
Hans-Helmut Klose unterschreibt das Gästebuch der Victory zum Anlass seiner Pensionierung, weil er nach dem 2. Weltkrieg unter britischer Flagge gefahren war.

Hans-Helmut Klose (* 9. September 1916 in Ostseebad Wustrow auf dem Fischland; † 19. Oktober 2003 in Flensburg) war ein deutscher Marineoffizier, zuletzt Vizeadmiral der Bundesmarine der Bundeswehr und Befehlshaber der Flotte.

## Dienst in der Kriegsmarine
Klose, Sohn eines Seefahrtsschul-Oberlehrers und Kapitänleutnants der Reserve, trat am 3. April 1936 in die Kriegsmarine ein und diente vor und zu Beginn des Zweiten Weltkriegs auf Zerstörern und Torpedobooten. Von Oktober 1941 bis April 1944 war er Kommandant von Schnellbooten und nahm an einer Anzahl von Gefechten im Ärmelkanal teil. Von April 1944 bis Kriegsende war er als Chef der 2. Schnellboot-Schulflottille bei der Schnellboot-Lehrdivision in der Ostsee eingesetzt und beteiligte sich an den Kämpfen im Finnischen Meerbusen und in der Rigaer Bucht. Bei Kriegsende war Klose Kapitänleutnant.

## Dienst in verschiedenen Seeverbänden zwischen 1946 und 1956
Nach britischer Kriegsgefangenschaft trat er 1946 dem Deutschen Minenräumdienst bei und war Kommandant eines Minensuchboots, das an der Räumung der Weltkriegsminen im Skagerrak und in dänischen Gewässern beteiligt war. Nach der Auflösung des Deutschen Minenräumdiensts diente Klose in dessen Nachfolgeorganisation, dem Minenräumverband Cuxhaven (MRVC), in dessen Stab er unter anderem für Kontakte zur Organisation Gehlen zuständig war.
1948 erhielt Klose einen Sonderauftrag der Royal Navy, die die Aufsicht über den MRVC hatte. Sie war vom britischen Geheimdienst MI6 gebeten worden, ihr beim Einschleusen von Agenten im Baltikum zu helfen. Klose übernahm diese Aufgabe zunächst neben seiner Tätigkeit für den MRVC mit für den Langstreckeneinsatz zusätzlich ausgerüsteten und für Schleichfahrt optimierten Schnellbooten der ehemaligen Kriegsmarine, später mit neuen Booten. Sie unterstanden zur Tarnung dem British Baltic Fishery Protection Service (BBFPS), einem Verband der Royal Navy, der offiziell für den Fischereischutz in der Ostsee zuständig war. Im April 1949 lief die erste Operation zur Absetzung von sechs Agenten im Baltikum in der Nähe von Ventspils an.
Zwar konnte die Schnellbootgruppe Klose, so die gebräuchliche, aber inoffizielle Bezeichnung, alle Schleusungsaufträge bis 1955 erfolgreich ausführen, jedoch wurden dann Agenten aufgrund Verrats vom KGB gefasst und diese Einsätze wurden deshalb eingestellt. Danach bestand die Hauptaufgabe der Boote in der fernmeldeelektronischen Aufklärung. Sie wurden mit entsprechenden Antennen ausgerüstet und konnten wichtige Informationen über die Streitkräfte des sowjetischen Blocks gewinnen.

## Dienst in der Bundesmarine
Am 1. April 1956 wurden die Boote an die neue Bundesmarine für das Schnellbootlehrgeschwader in Kiel übergeben. Mit dem besonderen Dank des Ersten Seelords und Chefs der Royal Navy, Lord Louis Mountbatten, wurde Klose verabschiedet. Faktisch führte er seinen Verband weiter, nunmehr als Korvettenkapitän und Kommandeur des Schnellbootlehrgeschwaders (später 1. Schnellbootgeschwader) der Bundesmarine. Das Aufklärungspersonal bildete den Grundstock für die Aufklärungsorganisation der Bundesmarine.
Anschließend diente er im NATO-Hauptquartier in Fontainebleau, als Kommandant des Zerstörers 4 (1962–1963), in der Operationsabteilung des Flottenkommandos (1963–1964), als Marineattaché in Washington (1964–1968) und als Kommandeur der Schnellbootflottille (1968–1970). Zum Flottillenadmiral befördert wurde er anschließend Befehlshaber der Seestreitkräfte der Nordsee (1970–1971), Stellvertreter des Befehlshabers der Flotte (1971–1974, als Konteradmiral) und schließlich deren Befehlshaber (als Vizeadmiral) bis zu seiner Pensionierung am 30. September 1978. Anschließend war Klose ehrenamtlich für eine Werft tätig.

## Privates
Klose war verheiratet und hatte ein Kind.

## Auszeichnungen
- Eisernes Kreuz (1939) II. und I. Klasse
- Kriegsabzeichen für Minensuch-, U-Boot-Jagd- und Sicherungsverbände
- Deutsches Kreuz in Gold am 31. Januar 1944[2]
- Ärmelband Kurland
- 1973: Großes Verdienstkreuz der Bundesrepublik Deutschland[3]
- 1978: Großes Verdienstkreuz mit Stern der Bundesrepublik Deutschland[4]

## Film
- Der DDR-Filmregisseur Frank Beyer setzte sich 1971 in dem mit Unterstützung der Volksmarine gedrehten Dokudrama Rottenknechte kritisch mit Kloses Tätigkeit zwischen 1945 und 1956 auseinander. Dabei übernahm Dietmar Richter-Reinick die Rolle Kloses.